# Jill Ritchie
Jill Ritchie (* 5. März 1974 in Romeo, Michigan als Jill Susanne Ritchie) ist eine US-amerikanische Schauspielerin.

## Leben und Leistungen
Ritchie ist die jüngere Schwester des Sängers Kid Rock. Sie beschäftigte sich während der High School mit dem Theaterspiel, danach studierte sie Theaterkunst an der DePaul University. Nach einem Jahr wechselte sie an eine andere Hochschule, an der sie ihr Theaterstudium als Bachelor abschloss. Ritchie gab 1995 ihr Debüt in einer Folge der Fernsehserie Beverly Hills, 90210. Nach einigen Gastauftritten in diversen Fernsehserien folgte eine Nebenrolle im Actionthriller Kick Fire – Ohne jede Vorwarnung (1998). In der Musikkomödie Face the Music (2000) spielte sie eine der größeren Rollen.
Im Fernsehfilm Nancy Drew – Auf der Suche nach der Wahrheit (2002) verkörperte Ritchie Bess, eine Freundin der Protagonistin Nancy Drew (Maggie Lawson). In der Actionkomödie Spy Girls – D.E.B.S. (2004) spielte sie eines der Mitglieder einer Gruppe der weiblichen Geheimagenten. In der Komödie Breakin' All the Rules (2004) war sie in einer größeren Rolle neben Jamie Foxx, Gabrielle Union und Peter MacNicol zu sehen.

## Filmografie (Auswahl)
- 1998: Kick Fire – Ohne jede Vorwarnung (Best of the Best: Without Warning)
- 2000: Face the Music
- 2000: Ready to Rumble
- 2002: 100 Women (Girl Fever)
- 2002: Nancy Drew – Auf der Suche nach der Wahrheit (Nancy Drew)
- 2004: Arrested Development (Fernsehserie, Folge 1x11)
- 2004: Spy Girls – D.E.B.S. (D.E.B.S.)
- 2004: Lust auf Seitensprünge (Seeing Other People)
- 2004: Breakin’ All the Rules
- 2005: Herbie Fully Loaded – Ein toller Käfer startet durch (Herbie: Fully Loaded)
- 2005: Little Athens
- 2006: Southland Tales
- 2007: I Hate My 30’s (Fernsehserie)